# مولي دونكان
مولي دونكان (بالإنجليزية: Malcolm Duncan)‏ هو عازف ساكسفون بريطاني، ولد في 24 أغسطس 1945 في مونتروز في المملكة المتحدة.

## وصلات خارجية
- مولي دونكان على موقع IMDb (الإنجليزية)
- مولي دونكان على موقع ميوزك برينز (الإنجليزية)
- مولي دونكان على موقع أول ميوزيك (الإنجليزية)
- مولي دونكان على موقع ديسكوغز (الإنجليزية)
- مولي دونكان على موقع ديسكوغز (الإنجليزية)